# Kingston upon Thames (borough)
Kingston upon Thames (Royal Borough of Kingston upon Thames) is een Engels district of borough in de regio Groot-Londen, gelegen in het zuidwesten van de metropool. De borough telt 175.000 inwoners. De oppervlakte bedraagt 37 km². Hoofdplaats is Kingston upon Thames.
Van de bevolking is 13,4% ouder dan 65 jaar. De werkloosheid bedraagt 2,5% van de beroepsbevolking (cijfers volkstelling 2001).

## Wijken in Kingston upon Thames
- Chessington
- Kingston upon Thames
- New Malden
- Surbiton
- Tolworth

## Partnersteden
- Delft (Nederland)